# Barb y Star van a Vista Del Mar
Barb y Star van a Vista Del Mar (título en inglés: Barb and Star Go to Vista Del Mar) es una película de comedia estadounidense-mexicana de 2021 dirigida por Josh Greenbaum, a partir de un guion de Kristen Wiig y Annie Mumolo, quien también protagoniza. También con Jamie Dornan y Damon Wayans Jr., la trama sigue a dos mejores amigas de Nebraska que viajan a Florida de vacaciones solo para verse atrapados en la trama de un villano.
Originalmente programada para un estreno en 2020, debido a la pandemia, Barb and Star Go to Vista Del Mar fue retrasada y estrenada en los Estados Unidos a través de PVOD el 12 de febrero de 2021 por Lionsgate.

## Reparto
- Kristen Wiig como Star y como Sharon Fisherman
  - Elizabeth Kelly como joven Sharon Fisherman
  - Nevada Renee Arnold como Fisherman de 3 años
- Annie Mumolo como Barb Quicksilver
- Jamie Dornan como Edgar Paget
- Damon Wayans Jr. como Darlie Bunkle
- Michael Hitchcock como Gary
- Kwame Patterson como George the Bartender
- Reyn Doi como Yoyo
- Wendi McLendon-Covey como Mickey Revelet
- Vanessa Bayer como Debbie
- Fortune Feimster como Pinky
- Rose Abdoo como Bev
- Phyllis Smith como Delores
- Mark Jonathan Davis como Richard Cheese
- Karen Maruyama como the Caricaturist
- Jayde Martinez como Maria Margolis
- Tom Lenk como Arnie
- Hank Rogerson como Foster Dad
- Josh Robert Thompson como Morgan Freemond
- Andy García (acreditado como Tommy Bahama) como Tommy Bahama[2]
- Reba McEntire como Trish
- Ian Gomez como Retail Store Manager

## Producción
La película se anunció oficialmente en abril de 2019, después de haber estado en producción durante varios años, con Annie Mumolo y Kristen Wiig, las coguionistas del guión, preparadas para interpretar a los personajes principales y Josh Greenbaum dirigiendo. Wiig y Mumolo también produjeron, junto a Jessica Elbaum, Will Ferrell y Adam McKay, a través de Gloria Sanchez Productions, con la distribución de Lionsgate. En junio de 2019, Jamie Dornan se unió al elenco de la película, y en julio de 2019, se anunció que Wendi McLendon-Covey y Damon Wayans, Jr. también se habían unido. Julia Davis hizo una audición para interpretar al villano antes de que se decidiera contratar a Wiig en papeles dobles.

### Rodaje
La fotografía principal comenzó en julio de 2019. Inicialmente se suponía que la producción se llevaría a cabo en Atlanta, Georgia, pero se trasladó a Cancún, México, Puerto Vallarta, México y Albuquerque, Nuevo México, en respuesta al proyecto de ley 481 de la Cámara de Representantes de Georgia. El rodaje finalizó en septiembre de 2019. 

## Estreno
Barb and Star Go to Vista Del Mar estaba programada para ser estrenada en cines el 31 de julio de 2020, pero se retrasó hasta el 16 de julio de 2021 debido a la pandemia de COVID-19. El 11 de enero de 2021, Lionsgate anunció que cancelaría el estreno en cines de la película y, en cambio, se estrenaría a través de VOD premium el 12 de febrero de 2021. En agosto de 2021, se anunció que la película se estrenaría en cines en Alamo Drafthouse Cinema, a partir del 12 de septiembre de 2021 en Los Ángeles y en todo el país el 19 de septiembre.